# Honda Ridgeline
Der Ridgeline ist der aktuelle Pick-up-Truck des japanischen Automobilherstellers Honda für den nordamerikanischen Markt. In Europa ist er nur als Import zu haben. Obwohl das Fahrzeug gute Bewertungen, insbesondere im Bereich Sicherheit, und zahlreiche Auszeichnungen bekam, verkaufte sich der Ridgeline eher mäßig. Honda reagierte darauf und reduzierte die Produktionsmenge. Vier Ausstattungsvarianten stehen zur Verfügung: RT, RTX, RTS und RTL S/R (S/R steht für ein elektrisches Schiebedach). Gebaut wird das Fahrzeug bei der Honda Manufacturing of Alabama.

## Erste Generation (2005–2014)

### Motorisierung

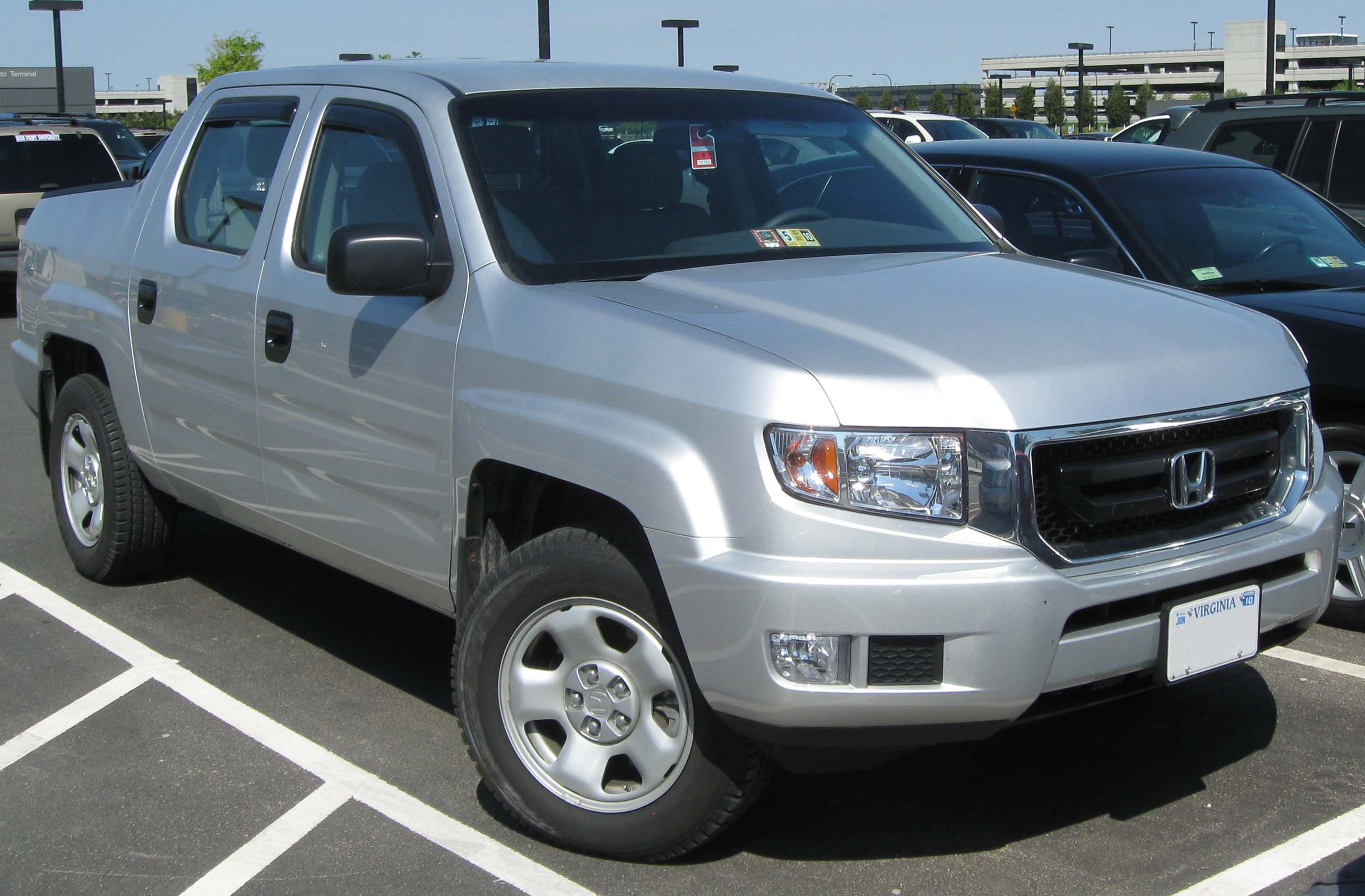
Modellpflege (ab 2009)

Angetrieben wird der Ridgeline von einem 186 kW starken Sechszylinder-Motor mit 3,5 Liter Hubraum (Motorcode: J35A91). Geschaltet wird automatisch in fünf verschiedenen Stufen. Wie die meisten Fahrzeuge seiner Klasse verfügt der Honda Ridgeline auch über einen Allradantrieb.

### Technische Daten
- Motor: V6, SOHC, 24 Ventile, VTEC, PGM-FI, Klopfsensoren
- Motorcode: J35A91
- Hubraum: 3,5 Liter (3471 cm³)
- Bohrung × Hub: 89 mm × 93 mm
- Verdichtung: 10:1
- Leistung: 186 kW (bei 5750/min.)
- „redline“: 6300 min−1
- max. Drehmoment: 342 Nm (bei 4500/min.)
- Antriebsart: Allrad (4WD) „VTM-4“ mit Sperrdifferential hinten
- Getriebe: 5-Gang-Automatik mit Getriebeölkühler
- Leergewicht: 2038–2043 kg
- max. Zuladung: 703–707 kg
- max. Anhängelast: 2268 kg
- Abmessungen
  - Länge: 5253 mm
  - Breite: 1976 mm
  - Höhe: 1786 mm (RTL: 1808 mm mit Schiebedach)
- Radstand: 3099 mm
- Spur (v/h): 1704 mm/1699 mm
- Bremsen
  - vorn: Scheibe, innenbelüftet, 320 mm
  - hinten: Scheibe, 333 mm
- 5 Sitzplätze
- Bodenfreiheit: 208 mm
- Wendekreis: 13,0 m
- Stauraum
  - Ladefläche (L/B): 1524 mm × 1257 mm
  - Kofferraum unter Ladefläche: 241 l
  - Stauraum unter 2. Sitzreihe: 74 l
- Serienbereifung: 245/65 R17 105S
  - RT: Stahlfelgen
  - RTS und RTL: Alufelgen
- Verbrauch (nach US-Norm)
  - Stadt: ca. 14,7 l/100 km
  - Autobahn: ca. 11,2 l/100 km
- Abgasnorm: ULEV-2
- Neupreis (ab ca.):
  - RT: $27.700
  - RTS: $30.075
  - RTL: $31.490
- weitere technische Merkmale:
  - elektronisches Gaspedal

## Zweite Generation (seit 2016)

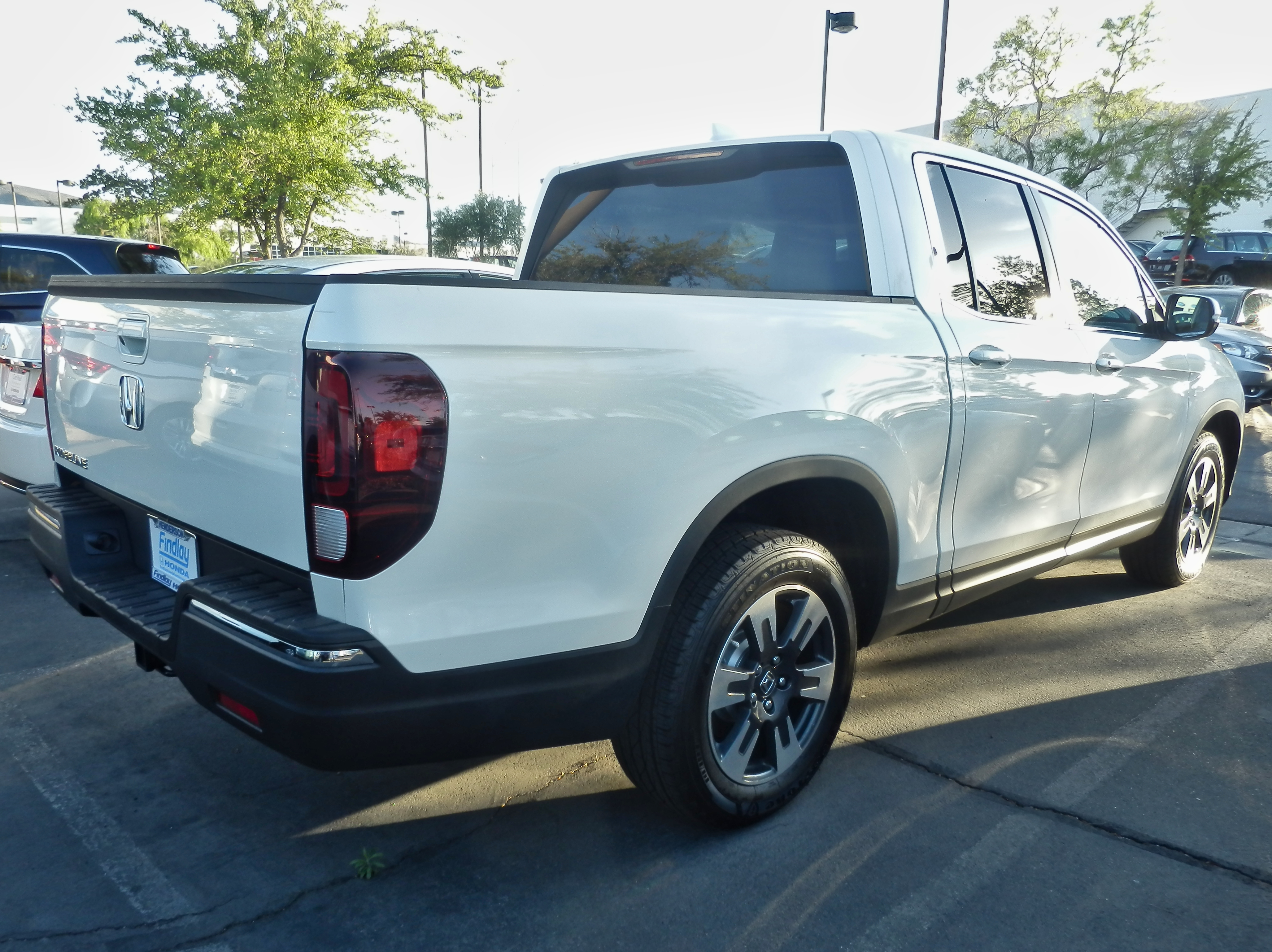
Heckansicht

Die zweite Generation präsentierte Honda auf der North American International Auto Show im Januar 2016 in Detroit. Eine überarbeitete Version wurde im Oktober 2020 vorgestellt.

## Auszeichnungen
- North America Truck of the Year
- Urban Truck of the Year by On Wheels Inc.
- Motor Trend Truck of the Year
- NHTSA 5 Sterne bei der Sicherheit
- Gewann den „Car and Driver's Comparison Test“